# 高度救命救急センター
高度救命救急センター（こうどきゅうめいきゅうきゅうセンター）とは、救命救急センターのうち特に高度な診療機能を提供するものとして厚生労働大臣が定めるものであり、広範囲熱傷や四肢切断、急性中毒等の特殊疾病患者に対する救急医療が提供される。

## 要件
高度救命救急センターの要件
- 高度救命救急センターは、広範囲熱傷、四肢切断、急性中毒等の特殊疾病患者に対する救命医療を行うために必要な相当高度な診療機能を有すること[1]。
- 常時高度救命救急医療に対応できる体制を有し、特に麻酔科等の手術に必要な要員を待機させておくこと[1]。

## 全国の高度救命救急センター一覧
全国51ヶ所（2025年7月1日現在）
※個別に出典記載ない場合は巻末の厚生労働省・日本救急医学会を出典とする。
北海道
- 札幌医科大学附属病院高度救命救急センター

青森県
- 弘前大学医学部附属病院高度救命救急センター

岩手県
- 岩手県高度救命救急センター

宮城県
- 東北大学病院高度救命救急センター

秋田県
- 秋田大学医学部附属病院高度救命救急センター

福島県
- 福島県立医科大学附属病院高度救命救急センター

茨城県
- 筑波大学附属病院高度救命救急センター

群馬県
- 前橋赤十字病院高度救命救急センター

埼玉県
- 埼玉医科大学総合医療センター高度救命救急センター
- さいたま赤十字病院高度救命救急センター

千葉県
- 千葉県総合救急災害医療センター
- 順天堂大学医学部附属浦安病院高度救命救急センター

東京都
- 帝京大学医学部附属病院高度救命救急センター
- 日本医科大学付属病院高度救命救急センター
- 杏林大学医学部付属病院高度救命救急センター
- 東京都立墨東病院高度救命救急センター

神奈川県
- 横浜市立大学附属市民総合医療センター高度救命救急センター
- 東海大学医学部付属病院高度救命救急センター

山梨県
- 山梨県立中央病院高度救命救急センター

長野県
- 信州大学医学部附属病院高度救命救急センター

新潟県
- 新潟大学医歯学総合病院高次救命災害治療センター

岐阜県
- 岐阜大学医学部附属病院高次救命治療センター

静岡県
- 静岡県立総合病院高度救命救急センター
- 聖隷三方原病院高度救命救急センター

愛知県
- 愛知医科大学病院高度救命救急センター
- 藤田医科大学病院高度救命救急センター

三重県
- 三重大学医学部附属病院高度救命救急センター

滋賀県
- 大津赤十字病院高度救命救急センター

京都府
- 京都第二赤十字病院高度救命救急センター
- 宇治徳洲会病院高度救命救急センター

大阪府
- 関西医科大学附属病院高度救命救急センター
- 大阪大学医学部附属病院高度救命救急センター
- 大阪府立急性期・総合医療センター高度救命救急センター

兵庫県
- 兵庫県災害医療センター

奈良県
- 奈良県立医科大学附属病院高度救命救急センター

和歌山県
- 日本赤十字社和歌山医療センター高度救命救急センター
- 和歌山県立医科大学附属病院高度救命救急センター

鳥取県
- 鳥取大学医学部附属病院高度救命救急センター

島根県
- 島根県立中央病院高度救命救急センター

岡山県
- 川崎医科大学附属病院高度救命救急センター
- 岡山大学病院高度救命救急センター

広島県
- 広島大学病院高度救命救急センター

山口県
- 山口大学医学部附属病院高度救命救急センター

徳島県
- 徳島赤十字病院高度救命救急センター

愛媛県
- 愛媛県立中央病院高度救命救急センター

福岡県
- 久留米大学病院高度救命救急センター

佐賀県
- 佐賀大学医学部附属病院高度救命救急センター

長崎県
- 長崎大学病院高度救命救急センター
- 長崎医療センター高度救命救急センター

大分県
- 大分大学医学部附属病院高度救命救急センター

宮崎県
- 宮崎大学医学部附属病院高度救命救急センター[2]